# 40-й саміт G7
40-й саміт Великої сімки — зустріч на вищому рівні керівників держав Великої сімки, був проведений 4-5 червня 2014 року в Брюсселі (Бельгія) замість раніше запланованого саміту в Сочі (Росія), скасованого у зв'язку з анексією Росією українського Криму в лютому-березні 2014. Основною темою саміту стало обговорення питань, що склалися через агресію Росії в Україні.

## Підготовка до саміту
В зв'язку з агресією Росії щодо України Росія була усунута від участі в саміті:
- 2 березня 2014 держсекретар США Джон Керрі заявив, що Росія може втратити місце в G8 у зв'язку з подіями в Криму[5][6]. 3 березня лідери Великої сімки заявили про припинення підготовки до участі в саміті в Сочі[7].
- 18 березня глава МЗС Франції Лоран Фабіус заявив, що західні країни домовилися призупинити участь Росії в G8[8]. 20 березня Ангела Меркель відзначила: «Поки немає політичних умов для такого важливого формату, як G8, більш немає самого G8 — ні саміту, ні формату як такого»[9]. 24 березня Девід Кемерон заявив, що саміт G8 в Росії цього року проводитися не буде[10].

## Учасники
| Core G7 members   |                   |                     |                          |
| Учасник           | Учасник           | Представляє         | Посада                   |
| Канада            | Канада            | Стівен Гарпер       | Прем'єр-міністр          |
| Франція           | Франція           | Франсуа Олланд      | Президент                |
| Німеччина         | Німеччина         | Ангела Меркель      | Канцлер                  |
| Італія            | Італія            | Маттео Ренці        | Прем'єр-міністр          |
| Японія            | Японія            | Сіндзо Абе          | Прем'єр-міністр          |
| Велика Британія   | Велика Британія   | Девід Кемерон       | Прем'єр-міністр          |
| США               | США               | Барак Обама         | Президент                |
| Європейський Союз | Європейський Союз | Жозе Мануел Баррозу | Президент ЄС             |
| Європейський Союз | Європейський Союз | Герман Ван Ромпей   | Голова Європейської Ради |

## Рішення саміту
Учасники саміту зажадали від Москви виконати чотири умови:
- Визнати результати президентських виборів в Україні, які відбулися 25 травня, і співпрацювати з новообраним президентом України Петром Порошенком.
- Зупинити приплив зброї та бойовиків на схід України.
- Провести повне відведення військ від російсько-українського кордону.
- Гарантувати постачання газу.

В разі невиконання цих умов керівники G7 будуть готові ввести проти Росії додаткові санкції.